# Sinhomidia bicolor
Espèce
Synonymes
- Acanthocyrtus bicolor Yosii, 1965

Sinhomidia bicolor est une espèce de collemboles de la famille des Entomobryidae.

## Distribution
Cette espèce est endémique de Taïwan.

## Description
Sinhomidia bicolor mesure de 2,7 à 3,0 mm.

## Publication originale
- Yosii, 1965 : On some Collembola of Japan and adjacent countries. Contributions from the Biological Laboratory Kyoto University, no 19, p. 1-71 (texte intégral).